# Tod bicsig írás
A tod bicsig (ojrát:ᡐᡆᡑᡆ

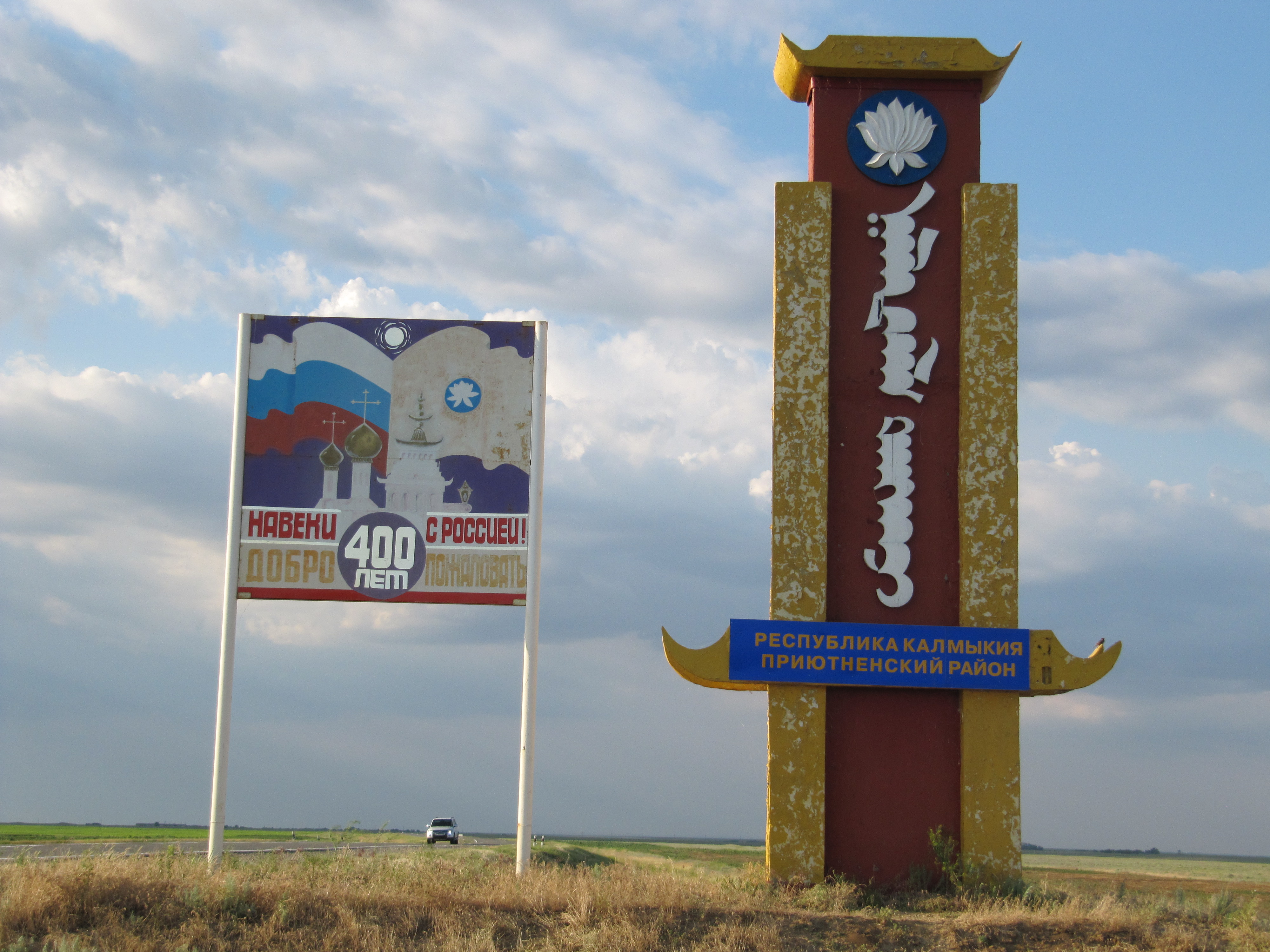
Tod bicsig felirat Kalmükföldön, a Prijutnojei járásban

ᡋᡅᡒᡅᡎ, halha mongolul: Тод бичиг, ᡐᡆᡑᡆ
ᡋᡅᡒᡅᡎ tudományos átírás: tod bičig, jelentése: világos írás) Zaja Pandit buddhista szerzetes által 1648-ban az ujgur-mongol írás felhasználásával kidolgozott írás. Kialakításával az írott nyelv közelebb került a beszélt nyelvi alakokhoz és a hétköznapi kiejtéshez, és könnyebbé vált a tibeti és a szanszkrit nyelv átírása is.
Az írást 1924-ig használták az oroszországi kalmükök. Ekkor áttértek a ma is használatos cirill alapú ábécéjükre. Ezzel szemben a kínai hszincsiangi ojrátok még ma is használják, sőt Kína-szerte tanítják is.

## Példaszövegek
| A Miatyánk szövege |

## Fordítás
Ez a szócikk részben vagy egészben  a   Clear script című angol Wikipédia-szócikk ezen változatának fordításán alapul.  Az eredeti cikk szerkesztőit annak laptörténete sorolja fel. Ez a jelzés csupán a megfogalmazás eredetét és a szerzői jogokat jelzi, nem szolgál a cikkben szereplő információk forrásmegjelöléseként.